# TOP Media
TOP Media (hangul: 티오피미디어) är ett sydkoreanskt skivbolag och en talangagentur bildad år 2005 av Lee Sun-ho (Andy Lee). Företaget grundades under namnet ND Entertainment (New Dream).

## Artister

### Nuvarande
|      |
| 100% |

|          |
| Teen Top |

|          |
| UP10TION |